# Jastrabia veža
Jastrabia veža se kolmo vypíná nad dolinou Zeleného plesa. Je opředená pověstmi a velmi fotogenická. Z vrcholu jsou výhledy do nejmohutnějších tatranských stěn. Koncem 20.tého století došlo k pádu skalních bloků v jihovýchodní stěně, takže některé horolezecké cesty zanikly.

## Topografie
Věž je koncovým pilířem rázsochy, vybíhající z Belasé věže. Jastrabie sedlo ji dělí od Karbunkulového hřebene. V rychle klesajícím východním hřebeni ji Jestrabia štrbina odděluje od Jestrabieho zubu.

## Pověst
Na vrcholu Jestrabí věže se nacházel oslepující drahokam karbunkl (rubín). Chudý muž, který se ucházel o rychtářovu dceru, ve snaze zbohatnout dolezl až k němu. Musel se odvrátit před jeho jasem, ale oči víly ze Zeleného plesa ho uhranuly, spadl a zabil se, jako již jiní před ním i po něm.

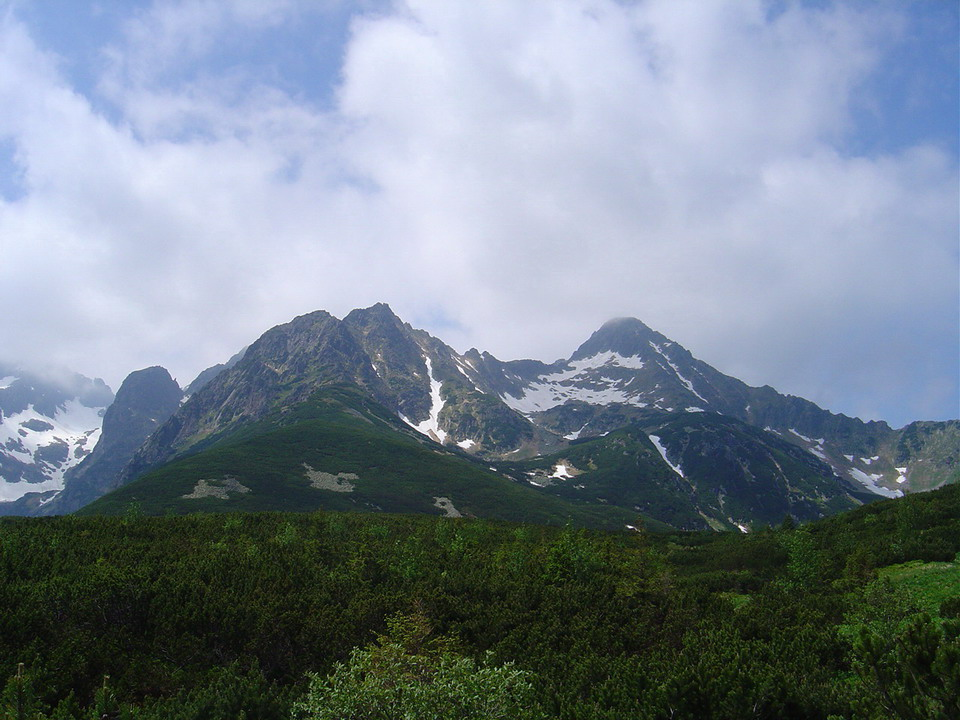
Zleva tmavá Jestrabia věž, Kozí a Jahňací štít.

## Horolezectví
První výstup absolvoval v 80. letech 19. století z Červené doliny přes Jastrabie sedlo Polák M. Sieczka, štít je od té doby často navštěvovaný. K jeho oblibě přispívá blízká Chata u Zeleného plesa. Kolmou, místy převislou jihovýchodní i jižní stěnou vede množství cest vysoké obtížnosti. Jednou z nejtěžších na slovenské straně Tater je "Amazonie Vertikál," klasifikace 9.